# Csernátoni Vajda Péter
Csernátoni Vajda Péter (?, 1717. – Dés ?, 1782. augusztus 15.) református lelkész, az Erdélyi református egyházkerület püspöke 1773-tól haláláig.

## Élete
Lelkész volt Désen, a dézsik egyházmegyének főjegyzője, majd esperese lett, 1772-ben az Agyagfalván tartott közzsinaton egyházkerületi főjegyzőnek választatott meg és 1773. december 14-én Désen a püspöki hivatalba beiktattatott, esperesi hivatalát azután is megtartva.

## Munkái
- Szélvész tengeri habok közt mondandó imádság gr. Teleki Kata gr. Lázár Jánosné felett Gyalakután 1752. nov. 8.
- Szerelmetes orvos (Koloss. IV. 14.), az az néhai Szathmári Atzél Gábor úrnak áldott emlékezetét fen-tartó tanítás 1762. ápr. 25. Kolozsvár, 1763 (Beregszászi Moyses beszédével, Wajda Péter névvel)
- Élőknek tsomója az az: A Sámuel I. könyvének XXV. rész 29. v. egyik tzikkelyéből készült halotti tanítás mellyet néhai nemes kézdi Széki Albis, Tsomós János uramnak utolsó meg-tiszteltetésekor szomorúan mondott-el... 1768. eszt. bőjtelő havának 28. napján. Kolozsvár, 1770 (Szathmári Pap Mihály beszédével együtt)